# Ufo (pizza)
 For alternative betydninger, se Ufo (flertydig). (Se også artikler, som begynder med Ufo)
En ufo-pizza – er en indbagt pizza, hvor fyldet er placeret mellem to bunde. Pizzatypen har navn efter ufoer, da formen kan minde om folks forestilling om flyvende tallerkener.
En anden type indbagt pizza er en Calzone med en enkelt bund der foldes på midten.
| Mad og drikke | Spire Denne artikel om mad og drikke er en spire som bør udbygges. Du er velkommen til at hjælpe Wikipedia ved at udvide den. |